# Detlef Esslinger
Detlef Esslinger (* 17. Mai 1964 in Bitburg) ist ein deutscher Journalist.

## Leben
Esslinger wurde in Bitburg geboren. Von 1983 bis 1989 studierte er Volkswirtschaftslehre und Politikwissenschaften in Köln und Trier. Bereits während seines Studiums arbeitete Esslinger als freier Mitarbeiter für den Trierischen Volksfreund und den Bonner General-Anzeiger. Anschließend absolvierte er die Henri-Nannen-Schule in Hamburg. Seit 1991 ist Esslinger Redakteur der Süddeutschen Zeitung. Er war Korrespondent in Frankfurt am Main und leitete das Medienressort der Süddeutschen Zeitung.
Esslinger ist aktuell stellvertretender Ressortleiter Innenpolitik und auch verantwortlich für die Ausbildung der Volontäre. Er arbeitet auch als Dozent an Journalistenschulen in Deutschland und der Schweiz.

## Veröffentlichung
- Detlef Esslinger, Wolf Schneider: Die Überschrift. 5. Auflage. Springer VS, Wiesbaden 2015, ISBN 978-3-658-05754-1.